# Eva Rechel-Mertens
Eva Rechel-Mertens (auch: Eva Rechel, * 7. März 1895 in Perleberg als Eva Mertens; † 12. Oktober 1981 in Heidelberg) war eine deutsche Romanistin und Übersetzerin.

## Leben
Eva Mertens wuchs in Frankfurt an der Oder auf und absolvierte ein Studium der Romanistik, Germanistik und Anglistik an den Universitäten in Berlin und Marburg. 1925 promovierte sie bei Ernst Robert Curtius in Marburg mit einer Arbeit über Balzac und die bildende Kunst zum Doktor der Philosophie. Von 1930 bis 1955 wirkte sie als Assistentin bei Curtius am Romanistischen Seminar der Universität Bonn sowie zeitweise als Lektorin an der Universität Heidelberg. Daneben veröffentlichte sie seit Ende der Zwanzigerjahre Übersetzungen aus dem Französischen. 1938 heiratete sie den Ingenieur Georg Rechel und führte seitdem den Namen Eva Rechel-Mertens.
Eva Rechel-Mertens trat vor allem durch Übersetzungen von Werken der Autoren Balzac, Roger Martin du Gard, Julien Green, Jean-Paul Sartre und Simone de Beauvoir hervor. Aus dem Italienischen übersetzte sie Arbeiten von Federico Fellini. Ihr Hauptwerk war die – 1953 begonnene und in nur vier Jahren vollendete, bis 1957 im Suhrkamp Verlag erschienene – Übersetzung von Prousts À la recherche du temps perdu. Vorherige deutsche Übersetzungen von Prousts Hauptwerk waren dagegen nicht sehr weit gekommen – eine erste Übersetzung von Rudolf Schottländer 1926 im Schmiede Verlag wurde von Curtius verrissen, was auch – auf Druck des französischen Verlags unter Einschaltung des französischen Botschafters – dazu führte, dass der Schmiede Verlag und dann der Piper Verlag, der die Übersetzungsrechte vom Schmiede Verlag übernahm, andere Übersetzer (Walter Benjamin, Franz Hessel) engagierten. Erste Bände erschienen, der Fortgang kam aber mit Benjamins Emigration in der Zeit des Nationalsozialismus zum Erliegen. Erst 1953 wurde vom Suhrkamp Verlag ein neuer Anlauf genommen und die Curtius-Schülerin Eva Rechel-Mertens in einer Art Wettbewerb für die Übersetzung ausgewählt. Ihre Übersetzung wurde überwiegend gelobt, auch von Curtius, der das Erscheinen größtenteils noch miterlebte.
Rechel-Mertens erhielt 1957 den Deutschen Kritikerpreis und 1966 den Johann-Heinrich-Voß-Preis für Übersetzung. Ihr Nachlass liegt im Deutschen Literaturarchiv Marbach.

## Werke
- Balzac und die bildende Kunst, Marburg 1925 (unter dem Namen Eva Rechel, Dissertation)

## Übersetzungen
- Honoré de Balzac: Eine dunkle Affäre, Zürich 1968 (unter dem Namen Eva Rechel)
- Honoré de Balzac: Meisternovellen, Zürich 1953
- François-Régis Bastide: Mariannosch, Würzburg 1958
- Simone de Beauvoir: Alle Menschen sind sterblich, Stuttgart 1949
- Simone de Beauvoir: Alles in allem, Reinbek 1974
- Simone de Beauvoir: Das andere Geschlecht, Hamburg 1951 (übersetzt zusammen mit Fritz Montfort)
- Simone de Beauvoir: Memoiren einer Tochter aus gutem Hause, Reinbek 1960
- Simone de Beauvoir: Sie kam und blieb, Hamburg 1953
- Marthe Bibesco: Begegnung mit Marcel Proust, Frankfurt am Main 1972
- Albert Camus: Der glückliche Tod, Reinbek 1972
- Benjamin Constant: Benjamin Constant, Berlin

1. Autobiographische und kritische Schriften, 1970
2. Autobiographische und kritische Schriften, 1970
3. Politische Schriften, 1972
4. Politische Schriften, 1972

- Gustave Flaubert: Drei Erzählungen, Zürich 1966
- Marie Gevers: Das Blumenjahr, Bamberg 1955
- Marie Gevers: Die Deichgräfin, Leipzig 1936 (übersetzt unter dem Namen Eva Mertens)
- Marie Gevers: Die glückhafte Reise, Leipzig 1937 (übersetzt unter dem Namen Eva Mertens)
- Marie Gevers: Hohe Düne, Bamberg 1951
- Marie Gevers: Die Lebenslinie, Leipzig 1938 (übersetzt unter dem Namen Eva Mertens)
- Marie Gevers: Versöhnung, Leipzig 1943
- Arthur de Gobineau: Die Plejaden, Zürich 1964
- Pierre Goubert: Ludwig XIV. und zwanzig Millionen Franzosen, Berlin 1973
- Julien Green: Adrienne Mesurat, Köln 1965
- Julien Green: Aufbruch vor Tag, Köln 1964
- Julien Green: Fernes Land, Köln  1966
- Julien Green: Junge Jahre, Köln 1986
- Julien Green: Leviathan, Köln 1963
- Julien Green: Mont-Cinère, Köln 1972
- Julien Green: Die Nacht der Phantome, München 1975
- Julien Green: Tausend offene Wege, Köln 1965
- Julien Green: Treibgut, Köln 1967
- Jean-Edern Hallier: Der zuerst schläft, weckt den anderen, Frankfurt am Main 1980
- Roger Hauert: Carl Schuricht, Genf 1955
- Roger Hauert: Edwin Fischer, Genf 1955
- Roger Hauert: Walter Gieseking, Genf 1954
- Roger Hauert: Wilhelm Furtwängler, Genf 1954
- Roger Hauert: Wilhelm Kempff, Genf 1954
- Alfred Kern: Der Clown, Reinbek 1962
- Alfred Kern: Das zerbrechliche Glück, Reinbek 1964
- Eugène Labiche: Ein Florentinerhut, Reinbek 1968
- Roger Martin du Gard: Enge Verhältnisse, Wien 1963 (übersetzt zusammen mit Christoph Schwerin)
- Roger Martin du Gard: Jean Barois, Wien 1930 (übersetzt unter dem Namen Eva Mertens)
- Roger Martin du Gard: Kleine Welt, Berlin 1935 (übersetzt unter dem Namen Eva Mertens)
- Roger Martin du Gard: Die Thibaults, Wien (übersetzt unter dem Namen Eva Mertens)

1. Das graue Heft, 1928
2. Die Besserungsanstalt, 1928
3. Sommerliche Tage 1, 1928
4. Sommerliche Tage 2, 1928
5. Sorellina, 1929
6. Der Tod des Vaters, 1929

- Claude Mauriac: Marcel Proust in Selbstzeugnissen und Bilddokumenten, Hamburg 1958
- François Mauriac: De Gaulle, Berlin 1965
- Gérard de Nerval: Aurelia und andere Erzählungen, Zürich 1960 (übersetzt unter dem Namen Eva Rechel)
- Marcel Proust: Auf der Suche nach der verlorenen Zeit, Frankfurt

1. In Swanns Welt, 1953
2. Im Schatten junger Mädchenblüte, 1954
3. Die Welt der Guermantes, 1955
4. Sodom und Gomorra, 1955
5. Die Gefangene, 1956
6. Die Entflohene, 1957
7. Die wiedergefundene Zeit, 1957

- Marcel Proust: Jean Santeuil, 2 Bde. Frankfurt 1965
- Yves Régnier: Besuch bei Jeanne, Würzburg 1962
- Luce Rigaux: Spiegelspiele, Würzburg 1959
- Angelo Rinaldi: Les dames de France, Frankfurt am Main 1979
- Jean-Paul Sartre: Die Fliegen. Die schmutzigen Hände, Reinbek 1961 (übersetzt zusammen mit Gritta Baerlocher)
- Jean-Paul Sartre: Der Teufel und der liebe Gott, Hamburg 1951
- Claude Simon: Der Wind, München 1959
- Stendhal: Die Cenci und andere Erzählungen, Zürich 1961
- Stendhal: Novellen, Leipzig 1975 (übersetzt zusammen mit Reinhard Kilbel)
- Über Molière, Zürich 1973
- Jules Verne: Das erstaunliche Abenteuer der Expedition Barsac, Zürich 1978
- Pierre Viénot: Ungewisses Deutschland, Frankfurt 1931 (übersetzt unter dem Namen Eva Mertens)
- Francis Walder: Die Unterhändler, Würzburg 1959
- Émile Zola: Madame Sourdis, Berlin 1960 (übersetzt unter dem Namen Eva Rechel)